# Sarah Monette
Pour les articles homonymes, voir Monette.
Œuvres principales
- The Goblin Emperor

Sarah Elizabeth Monette, est une écrivaine américain de science-fiction, fantasy et horreur. Elle utilise parfois le pseudonyme Katherine Addison sous lequel, elle a publié le roman de fantasy L'Empereur Gobelin (The Goblin Emperor), qui a reçu le prix Locus du meilleur roman de fantasy et a été nommé pour les prix Nebula, Hugo et World Fantasy.

## Biographie

### Jeunesse
Sarah Monette née le 25 novembre 1974 à Oak Ridge dans le Tennessee. Elle a commencé à écrire à l'âge de 12 ans. Elle a étudié les classiques, l'anglais et le français à l'Université Case Western Reserve et a obtenu son diplôme summa cum laude en 1996. Elle a reçu sa maîtrise en 1997 et son doctorat en 2004, tous deux en littérature anglaise à l'Université du Wisconsin-Madison. Elle s'est spécialisée dans le théâtre de la Renaissance et a rédigé sa thèse sur les fantômes dans les tragédies de vengeance anglaises de la Renaissance.

### Carrière littéraire
Elle a remporté le prix Spectrum en 2003 pour sa nouvelle "Three Letters from the Queen of Elfland". Son premier roman Mélusine a été publié par Ace Books en août 2005, recevant des critiques étoilées dans Publishers Weekly et Booklist et une place dans la liste des lectures recommandées du magazine Locus en 2005. La suite, The Virtu, est publiée en juillet 2006, recevant également des critiques étoilées et figurant sur les listes de lectures recommandées du magazine Locus en 2006. 
Ses nouvelles ont été publiées dans Strange Horizons, Alchemy, Postscripts, et Lady Churchill's Rosebud Wristlet, entre autres, et ont reçu quatre mentions honorables de The Year's Best Fantasy and Horror, édité par Ellen Datlow, Gavin Grant et Kelly Link. 
Son poème "Night Train: Heading West" est apparu dans The Year's Best Fantasy and Horror XIX, et une histoire qu'elle a co-écrite avec Elizabeth Bear, "The Ile of Dogges", est apparue dans The Year's Best Science Fiction: Thirty-Fourth Annual Collection, édité par Gardner Dozois, en 2007. 
En 2007, elle a fait don de ses archives au département des 'Livres Rares et Collections Spéciales' de l'Université du Nord de l'Illinois. Son roman de 2014 The Goblin Emperor a été publié sous le pseudonyme de Katherine Addison. Le roman a reçu le prix Locus du meilleur roman de fantasy et a été nommé pour les prix Nebula, Hugo et World Fantasy.

## Œuvres

### SérieDoctrine of Labyrinths
1. (en) Mélusine, 2005
2. (en) The Virtu, 2006
3. (en) The Mirador, 2007
4. (en) Corambis, 2009

### SérieCompanion to Wolves
Cette série est coécrite avec Elizabeth Bear.
1. (en) A Companion to Wolves, 2007
2. (en) The Tempering of Men, 2011
3. (en) An Apprentice to Elves, 2015

### UniversThe Chronicles of Osreth
Les ouvrages de cet univers sont écrits sous le nom de Katherine Addison.

#### Romans indépendants
- (en) The Goblin Emperor, 2014Prix Locus du meilleur roman de fantasy 2015
- (en) The Orb of Cairado, 2025

#### SérieThe Cemeteries of Amalo
1. (en) The Witness for the Dead, 2021
2. (en) The Grief of Stones, 2022
3. (en) The Tomb of Dragons, 2025

### Romans indépendants
- (en) The Angel of the Crows, 2020Sous le nom de Katherine Addison.
- (en) A Theory of Haunting, 2023

### Recueils de nouvelles
- (en) The Bone Key, 2007
- (en) Unnatural Creatures, 2007
- (en) Somewhere Beneath Those Waves, 2011